# RT-PCR
RT-PCR, Reverse transcriptase PCR (Föreslagen svensk term: PCR med omvänd transkription, Svenska biotermgruppen), teknik inom molekylärbiologin. RT syftar på enzymet omvänt transkriptas, som kan bygga DNA utifrån en förebild gjord av RNA. Först syntetiserar man cDNA med hjälp av detta enzym, sedan använder man detta som utgångsmaterial för en vanlig PCR. Tekniken är vanlig för att undersöka genuttryck på RNA-nivå.
Med vissa modifieringar kan tekniken användas för att mäta mängder av mRNA motsvarande en speciell gen. En sådan metod är kvantitativ direktanalyserad PCR (på engelska quantitative real-time PCR). Ibland används förkortningen RT-PCR felaktigt för real-time PCR,. Enligt MIQE-riktitlinjerna, författade av bl.a. professorerna Stephen Bustin och Mikael Kubista, förkortas realtids PCR, qPCR, och ovänd transkritiption realtids-PCR: RT-qPCR.
RT-PCR syftar på Reverse Transkriptas-PCR, och inte Realtids-PCR, då det senare är en kvantitativ analys för att ta reda på hur mycket av den aktuella DNA-sekvensen som provet ursprungligen innehöll.